# Dubuque (Schiff, 1967)
Die USS Dubuque (LPD-8) war ein Amphibious Transport Dock der United States Navy. Sie gehörte der Austin-Klasse an und wurde nach der Stadt Dubuque in Iowa benannt.

## Geschichte
LPD-8 wurde 1963 in Auftrag gegeben und zwei Jahre später bei Ingalls Shipbuilding auf Kiel gelegt. 1966 lief das Schiff vom Stapel, 1967 wurde es in der Norfolk Naval Shipyard in Dienst gestellt. Erster Heimathafen wurde San Diego. Zwischen 1968 und 1975 verlegte die Dubuque von dort aus fünf Mal in den Pazifik, unter anderem auch in die Gewässer des Vietnamkrieges. Unter anderem war sie an der Evakuierung Saigons 1975 beteiligt.
1985 wurde das Schiff aus San Diego abgezogen und als vorgeschobene Einheit permanent in Sasebo, Japan stationiert. Von dort aus nahm die Dubuque 1988 unter anderem an der Operation Earnest Will im Persischen Golf und dem Arabischen Meer teil. Im August 1990 kehrte sie in den Golf zurück und transportierte in der Amphibious Ready Group Bravo Kriegsmaterial für den Zweiten Golfkrieg in die Region.
1999 wurde die Dubuque wieder in San Diego stationiert, von dort aus verlegte sie mehrmals im Rahmen des Krieges gegen den Terrorismus. 2009 sollte sie an Pacific Partnership teilnehmen, einer Fahrt zur humanitären Unterstützung der Bevölkerung von Kiribati, den Marshallinseln, Samoa, den Salomonen und Tonga. Vor dieser Fahrt infizierten sich jedoch mindestens 28 Seeleute des Schiffs mit dem Subtyp H1N1 des Influenzavirus, bekannt als „Schweinegrippe“, woraufhin diese Fahrt abgesagt werden musste. Rund noch einmal so viele zeigten Symptome der Erkrankung.
2010 verlegte die Dubuque an der Seite der Peleliu in den Persischen Golf. Im August 2010 ging die Gruppe vor Karatschi vor Anker, um mit ihren Helikoptern Hilfsgüter in die von der Überschwemmungskatastrophe in Pakistan betroffenen Regionen zu bringen.  Nachdem die Gruppe abgelöst wurde, starteten am 9. September US Marines von Bord der Dubuque und eroberten den deutschen Frachter Magellan Star zurück, der einen Tag zuvor von Piraten übernommen worden war. Die Frachter-Besatzung hatte sich in Schutzräumen verbarrikadiert, die Soldaten nahmen alle neun Piraten fest, es gab keine Verwundeten.
Die Dubuque wurde am 30. Juni 2011 außer Dienst gestellt und in die Reserveflotte eingegliedert.

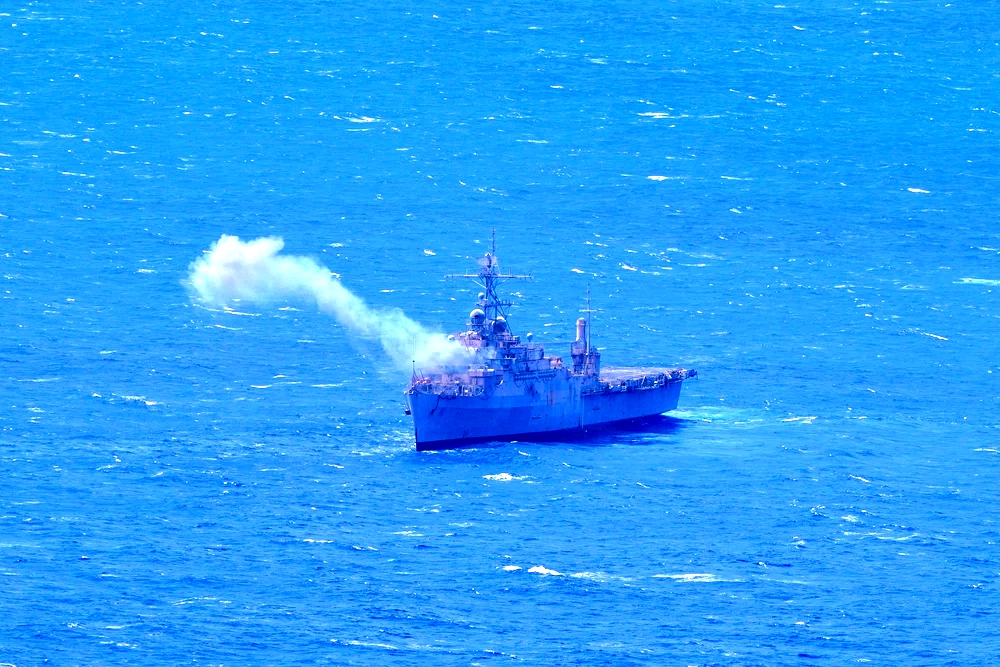
USS Dubuque nach Treffer einer Rakete beim RIMPAC-Manöver

Im Juli 2024 wurde die Dubuque nördlich von Kauaʻi im Rahmen eines SINKEX bei der RIMPAC Übung 2024 als Zielschiff versenkt. Bei der Versenkung wurde auch ein Lockheed AC-130 Gunship mit ihrer 30-mm-Kanone und der 105-mm-Haubitze eingesetzt.